# کن سما
کن سما (انگلیسی: Ken Sema؛ زادهٔ ۳۰ سپتامبر ۱۹۹۳) بازیکن فوتبال اهل سوئد است.
از باشگاه‌هایی که در آن بازی کرده‌است می‌توان به باشگاه فوتبال اوسترشوندس و باشگاه فوتبال نورشوپینگ اشاره کرد.
وی همچنین در تیم ملی فوتبال سوئد بازی کرده‌است.